# Mario Lemieux

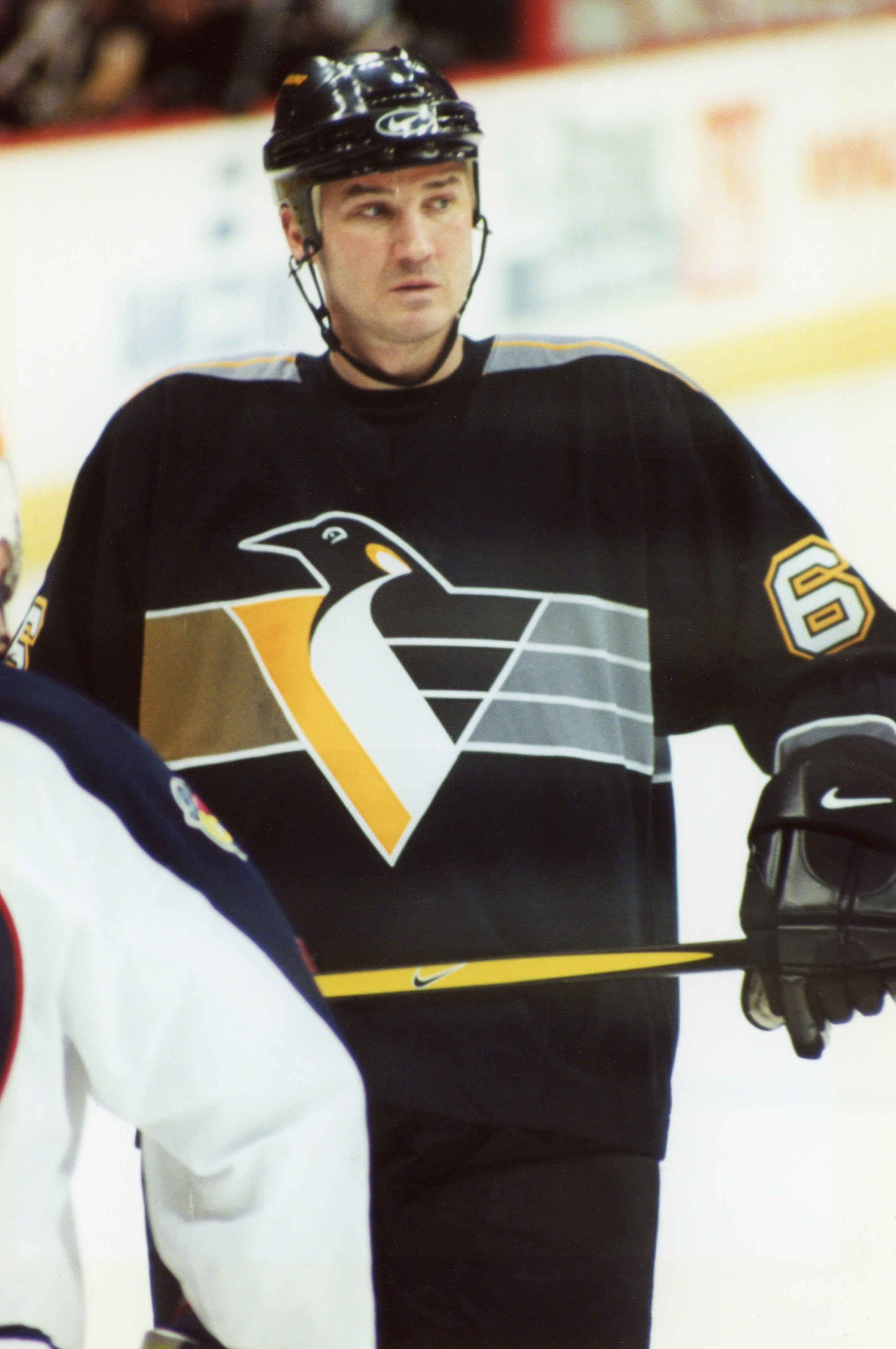
Mario Lemieux

Mario Lemieux (Montreal, Quebec, 5 oktober 1965) is een voormalig Canadees ijshockeyer.
Mario Lemieux begon zijn loopbaan in 1984 bij de Pittsburgh Penguins, dat toentertijd de slechtste club in de NHL was. Hij hielp de club opbouwen en samen met zijn teamgenoten wist hij in zowel 1991 als in 1992 de Stanley Cup te winnen. In de loop der jaren ontving Lemieux zelf vele individuele prijzen en groeide hij uit tot een legende in de sport.
In 1993 overwon Lemieux kanker en kon hij zijn carrière voortzetten, echter in 1996 werd hij gedwongen te stoppen vanwege ernstige rugklachten. Vier jaar later maakte hij zijn rentree, waarna hij in 2006 hartritmestoornissen kreeg en op 40-jarige leeftijd opnieuw werd gedwongen te stoppen.
Gedurende zijn loopbaan verwierf hij enkele bijnamen zoals "Super Mario", "The Magnificent One" en "Le Magnifique".
Mario Lemieux scoorde zijn eerste doelpunt direct toen hij van de bank kwam met zijn eerste schot in zijn eerste shift, tijdens zijn eerste NHL-wedstrijd op 11 oktober 1984. De Boston Bruins wonnen de wedstrijd met 4-3, maar de carrière van een van de grootsten in de sport was begonnen.
Bij zijn afscheid op 26 april 1997 scoorde hij tijdens zijn laatste shift in zijn laatste wedstrijd en had tevens een assist in de verloren wedstrijd tegen de Philadelphia Flyers.
Zijn allerlaatste wedstrijd speelde hij op 16 december 2005 tegen de Buffalo Sabres. In deze wedstrijd scoorde hij niet, maar was hij wel goed voor een assist.
In totaal scoorde Lemieux 690 maal en had hij 1033 assists gedurende 915 wedstrijden in zijn NHL-loopbaan. Daarvan speelde hij er 107 in play-off verband, daarin scoorde hij 76 maal en had hij 96 assists. Tijdens de Olympische Winterspelen 2002 in Salt Lake City won Lemieux met Canada de gouden medaille. Tegenwoordig is hij medeëigenaar van de Penguins en ontfermt hij zich tijdens het seizoen over de nieuwe superster Sidney Crosby.

## Statistieken
| seizoen    | club                | land             | competitie | wed. | goals | assist |
| ---------- | ------------------- | ---------------- | ---------- | ---- | ----- | ------ |
| 1984/85    | Pittsburgh Penguins | Verenigde Staten | NHL        | 73   | 43    | 57     |
| 1985/86    | Pittsburgh Penguins | Verenigde Staten | NHL        | 79   | 48    | 93     |
| 1986/87    | Pittsburgh Penguins | Verenigde Staten | NHL        | 63   | 54    | 53     |
| 1987/88    | Pittsburgh Penguins | Verenigde Staten | NHL        | 77   | 70    | 98     |
| 1988/89    | Pittsburgh Penguins | Verenigde Staten | NHL        | 76   | 85    | 114    |
| 1989/90    | Pittsburgh Penguins | Verenigde Staten | NHL        | 59   | 45    | 78     |
| 1990/91    | Pittsburgh Penguins | Verenigde Staten | NHL        | 26   | 19    | 26     |
| 1991/92    | Pittsburgh Penguins | Verenigde Staten | NHL        | 64   | 44    | 87     |
| 1992/93    | Pittsburgh Penguins | Verenigde Staten | NHL        | 60   | 69    | 91     |
| 1993/94    | Pittsburgh Penguins | Verenigde Staten | NHL        | 22   | 17    | 20     |
| 1994/95    | Pittsburgh Penguins | Verenigde Staten | NHL        | 0    | 0     | 0      |
| 1995/96    | Pittsburgh Penguins | Verenigde Staten | NHL        | 70   | 69    | 92     |
| 1996/97    | Pittsburgh Penguins | Verenigde Staten | NHL        | 76   | 50    | 72     |
| 2000/01    | Pittsburgh Penguins | Verenigde Staten | NHL        | 43   | 35    | 41     |
| 2001/02    | Pittsburgh Penguins | Verenigde Staten | NHL        | 24   | 6     | 25     |
| 2002/03    | Pittsburgh Penguins | Verenigde Staten | NHL        | 67   | 28    | 63     |
| 2003/04    | Pittsburgh Penguins | Verenigde Staten | NHL        | 10   | 1     | 8      |
| 2004/05    | Pittsburgh Penguins | Verenigde Staten | NHL        | 0    | 0     | 0      |
| 2005/06    | Pittsburgh Penguins | Verenigde Staten | NHL        | 26   | 7     | 15     |
| Totaal     |                     |                  |            | 915  | 690   | 1033   |
| Bijgewerkt | 19-02-2010          |                  |            |      |       |        |

- Gemeinsame Normdatei: 1022028782
- International Standard Name Identifier: 0000 0000 7399 5281
- Library of Congress Control Number: n92010227
- Nederlandse Thesaurus van Auteursnamen: 327262338
- Virtual International Authority File: 21328832
- WorldCat: E39PBJgCFXJw4wj6tM8FdVqRKd